# Franciszek Łętowski
Franciszek Łętowski, herbu Ogończyk z Łętowa (zm. 17 kwietnia 1811) – kawaler Orderu św. Stanisława, naczelnik komory celnej w Małopolsce, poseł na Sejm I Rzeczypospolitej, od 1792 do 1794 dziedzic Bączala Dolnego oraz miasta Bobowa, członek Stanów Galicyjskich.

## Życiorys
Był synem Stanisława Łętowskiego, podkomorzego krakowskiego. Miał siostrę, Katarzynę Kuropatnicką z Łętowskich, żonę Ewarysta Andrzeja Kuropatnickiego (1734-1788), kasztelana buskiego i bełskiego, geografa. 
Franciszek Łętowski poślubił Teresę z Balickich herbu Ostoja. Ich synem był Ludwik Łętowski (1786-1868), biskup tytularny krakowski Joppy, członek senatu, historyk, literat, autor Wspomnień pamiętnikarskich, który po ojcu odziedziczył Bobową i ją sprzedał.